# Gelo XII

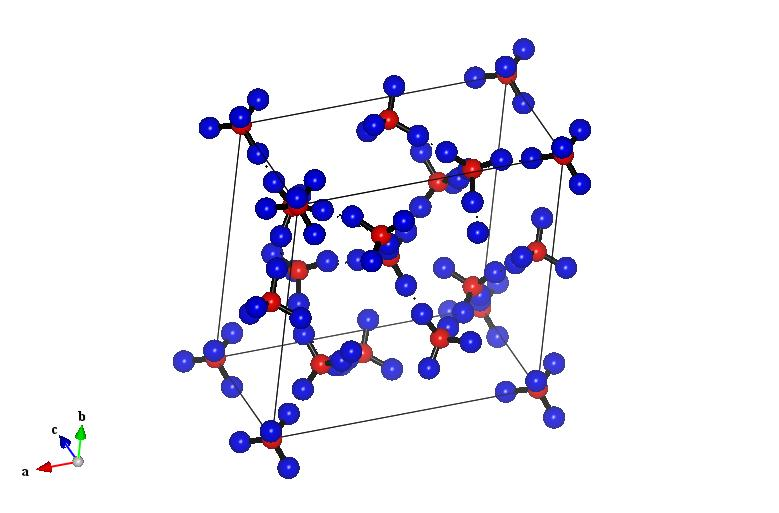
Estrutura cristalina do gelo XII.

Gelo XII é uma forma cristalina tetragonal do gelo. É metaestável no espaço de fases dos gelos V e VI. Suas ligações de hidrogênio são desordenadas e mudam constantemente. Pode ser formado pelo aquecimento do gelo amorfo de alta densidade ao se cumprirem quatro condições:
- Uma pressão constante de 0,81 GPa;
- Temperaturas entre 77 e 183 K;
- Uma taxa de variação de temperatura maior ou igual a 15 K/min;
- Ser removido sob pressão atmosférica e temperatura de 77 K. [1]